# Fases do capitalismo
As fases do capitalismo é um conceito desenvolvido por Benito Mussolini no livro "O Estado Corporativo". Nele, Mussolini distingue três fases:
- Capitalismo heróico ou dinâmico (1830 - 1870)
- Capitalismo estático (1870 - 1914)
- Supercapitalismo ou capitalismo decadente

Mussolini argumenta que o capitalismo não deve ser confundido com a burguesia, já que o capitalismo era um modo de produção específico. Uma vez que o capitalismo atinge sua fase final, o supercapitalismo, a intervenção do Estado torna-se necessária. Mussolini identifica quatro tipos de intervenção estatal:
- Intervenção liberal
- Intervenção comunista
- Intervenção norte-americana
- Intervenção fascista

## Desenvolvimento do capitalismo

### Capitalismo heróico
O "capitalismo heróico ou dinâmico" foi um conceito que o fascismo tomou das explicações do sociólogo alemão Werner Sombart sobre o desenvolvimento do capitalismo. Mussolini explica que o capitalismo na sua fase heróica:
Coincide com a introdução do tear mecânico e com o aparecimento da locomotiva. Surge a fábrica. Ela é a manifestação típica do capitalismo industrial; é a época das grandes possibilidades, durante a qual a lei da concorrência livre e a luta de todos contra todos, pode imperar livremente. 
Mussolini comenta que "há também neste período crises, mas são crises cíclicas, não são longas e universais". Nesta fase, o urbanismo desenvolve-se a um ritmo acelerado, as guerras são curtas e mesmo estas guerras estimulam a actividade económica das nações. O Estado assume o papel de observador e a actividade comercial é regida apenas por códigos criminais e comerciais.
Mussolini argumentaria que embora o fascismo italiano não apoiasse o capitalismo heróico, apreciou-o pela sua contribuição para o industrialismo e o desenvolvimento técnico. 

### Capitalismo estático
O segundo período do capitalismo é chamado por Mussolini como "capitalismo estático". Neste período:
Já não existe a luta pela vida, a concorrência livre, a seleção do mais forte. Notam-se os primeiros sintomas do cansaço e da decadência do mundo capitalista. Começa a era dos cartéis, dos sindicatos, dos consórcios, dos "trusts". 
Como consequência, a livre concorrência chega ao fim e as empresas consideram benéfico chegar a acordos em vez de lutarem entre si, formando alianças para compartilhar mercados e benefícios. "A própria lei da oferta e da procura já não é um dogma porque pode agir através dos cartéis e dos trusts sobre a oferta e a procura". Nesta fase, as empresas pedem ao Estado protecção aduaneira. A liberdade de comércio "é ferido mortalmente".

### Supercapitalismo
O supercapitalismo é a fase final do capitalismo. Mussolini explica que:
Nesta fase o supercapitalismo inspira-se e justifica-se com esta utopia: a utopia do consumo ilimitado. O ideal do supercapitalismo seria a "estandardisação» do gênero humano do berço ao túmulo. 

Queria o supercapitalismo que todos os homens nascessem do mesmo comprimento, para que se pudessem fazer berços estandardizados; queria que as crianças desejassem os mesmos brinquedos, que todos os homens se vestissem do mesmo modo, que todos lessem o mesmo livro, que todos gostassem dos mesmos filmes, e que enfim todos desejassem a assim chamada máquina utilitária.
Nesta fase, as empresas deixam de ser um fenómeno económico para se tornarem um fenómeno social. 
É justamente este o momento em que a onda capitalista, achando-se em dificuldades, atira-se nos braços do Estado; é o momento em que se torna cada vez mais necessária a intervenção do Estado.
Mussolini afirma que nesta fase, "já não existe um só campo econômico em que o Estado não tenha que intervir".
Após a crise de 1929, em 1933, Mussolini anunciou a superação do modo de produção capitalista. O fascismo apresentou o corporativismo como uma alternativa ao liberalismo e ao comunismo. 
O corporativismo é uma economia disciplinada e portanto, controlada, pois não se pode pensar em uma disciplina sem o devido controle.
Em seu testamento, Mussolini afirmaria que o corporativismo era “o único socialismo que pode ser implementado socialista”.

## Formas de intervenção do Estado

### Intervenção liberal
A intervenção liberal, define Mussolini, tem um carácter caótico e desorganizado e, apesar disso, tem sido aplicada em vários países.

### Intervenção comunista
Para Mussolini, a intervenção comunista burocratiza a economia. Mussolini pensava no sistema socialista marxista em termos de supercapitalismo de estado.

### Intervenção norte-americana
Do tipo norte-americano, Mussolini não dá uma opinião porque nessa altura ainda estava em desenvolvimento (New Deal). 

### Intervenção fascista
A intervenção fascista parte do fato de que, no início, “a economia corporativa respeita o princípio da propriedade privada”. Porém, uma vez que as empresas apelam "ao capital de todos, cessa o seu caráter privado, torna-se um fato público ou, se quiser, social". O Estado interviria então para trazer disciplina e ordem. 